# Maria Teresa de Bragança
Maria Teresa de Bragança (Lisboa, 29 d'abril de 1793 - Trieste, 17 de gener de 1874) va ser infanta de Portugal i princesa de Beira. Arran del seu primer matrimoni va esdevenir també infanta d'Espanya, on es va instal·lar-se inicialment. Allà es va convertir en una fervent defensora dels drets de l'infant Carles Maria Isidre, pretendent al tron espanyol a la mort de Ferran VII, cosa que la va fer viure en l'exili durant molts anys. S'acabaria casant amb l'infant Carles el 1838 i reconeguda per alguns com reina d'Espanya.

## Primers anys
Nascuda el 29 d'abril del 1793 al Palau d'Ajuda, a la ciutat de Lisboa. Era filla dels reis Joan VI de Portugal i Carlota Joaquima de Borbó. Neta per via paterna del rei Pere III de Portugal i de la reina Maria I de Portugal per línia materna ho era del rei Carles IV d'Espanya i de la princesa Maria Lluïsa de Borbó-Parma. Esdevinguda princesa de Beira, històric títol dels prínceps hereus de Portugal, des del seu naixement. Partí a l'exili al Brasil amb la resta de la Família Reial arran de la invasió napoleònica.
El dia 13 de maig de 1810 es casà a Rio de Janeiro amb l'infant Pere Carles de Borbó, fill de l'infant Gabriel de Borbó i de la infanta Maria Anna Victòria de Bragança.

## Retorn a Europa
L'any 1813 l'infant Pere Carles morí a Rio de Janeiro convertint la princesa de Beira en viuda. Maria Teresa, com a infanta d'Espanya des del seu matrimoni, acompanyà la infanta Maria Francesca de Bragança a Madrid arran del seu matrimoni amb l'infant Carles Maria Isidre de Borbó.

### Militància carlina
Juntament amb el seu fill Sebastià, va ser una fervent legitimista i partidària dels drets de l'infant Carles Maria Isidre, afectats a causa de la promulgació de la Pragmàtica Sanció, que derogava la Llei Sàlica. Encara amb el rei Ferran VII convalescent, la reina i regent Maria Cristina de Borbó va manar-los marxar d'Espanya i instal·lar-se a Portugal, una ordre que es va fer extensiva també a l'infant Carles. Després d'arribar a Aldeia Galega el 26 de març de 1830, van establir-se al Palau d'Ajuda i, finalment, al de Ramalhão.
Establerta posteriorment a la Cort de Viena on es dedicà a l'educació dels fills de Carles Maria Isidre de Borbó i de la seva germana Maria Francesca. S'instal·là amb els seus nebots a Salzburg, Carles Lluís, Joan Carles i Ferran. Pocs anys després, el 1838, la princesa es va casar amb el pretendent carlí, primer per poders a Salzburg, on l'infant va enviar el marquès d'Obando com a representant, i més tard Maria Teresa va anar fins a Azpeitia, on, després d'un llarg viatge durant el qual va haver d'anar d'incògnit i sense descans, es va casar de presència el 20 d'octubre.
Arran del Conveni de Bergara partí a l'exili junt amb el seu marit instal·lant-se a la ciutat de Trieste on Carles Maria Isidre morí l'any 1855. Forta de caràcter i amb gran visió política, Maria Teresa esdevingué des de llavors i fins a la seva mort la gran matriarca del moviment carlista.
Acabada la Primera Guerra Carlina, Maria Teresa i el seu espòs s'instal·len a Trieste, a Itàlia. Després de la mort de Carles de Borbó, va ser coneguda amb els títols de «reina mare» o «reina vídua». Des d'ençà aleshores la direcció del moviment carlista recaigué en mans de Joan de Borbó, germà de Carles. La liberalitat que introduí al carlisme feu que grans sectors afins al moviment quedaren fortament decebuts amb la deriva que prenia la causa. Maria Teresa ràpidament aconseguí la renúncia de Joan i feu que l'infant Carles de Borbó i Austria-Este, fill de Joan, fos elegit cap del carlisme.
La decisió significà un crític moment pel carlisme. La Carta als espanyols, firmada l'any 1864 pretenia exposar les raons basades en la legitimitat dinàstica per les quals s'havia operat el canvi en la màxima posició del carlisme.

### Mort
Maria Teresa va morir a Trieste el 17 de gener de 1874. Va ser enterrada a la catedral de la ciutat. En aquell moment el seu renebot, Carles de Borbó i Austria-Este, lluitava en la Tercera Guerra Carlina.

## Descendència
Només va tenir un fill, del seu primer matrimoni amb l'infant Pere Carles de Borbó:
- SAR l'infant Sebastià d'Espanya, nat a Rio de Janeiro el 1811 i mort a Pau el 1875. Es casà amb la princesa Maria Amàlia de Borbó-Dues Sicílies i amb segones núpcies amb la infanta Cristina d'Espanya, de la branca dels ducs de Sevilla.